# Volumen brutal
Volumen brutal es el segundo álbum de estudio del cuarteto español de heavy metal Barón Rojo, editado en 1982.

## Detalles
Se grabó en noviembre de 1981 en Londres, en los estudios Kingsway de Ian Gillan, cantante de Deep Purple, en solo dos semanas y fue lanzado por Chapa Discos el 22 de febrero  de 1982. De este disco, existe una versión grabada en castellano y otra en inglés publicada y distribuida por la compañía Kamaflage, que adquirió los derechos del disco para su venta en Europa. La versión inglesa de «Resistiré» ("Stand Up" en inglés) fue escogida como sencillo europeo y Barón Rojo encabezó las portadas de algunas revistas especializadas como Kerrang! (Revista Nº27 de octubre de 1982). Fue incluido por la revista musical Al Borde en la lista de los 250 mejores discos de todos los tiempos y como el 17.º mejor álbum del rock en español de todos los tiempos. El disco contó con la participación de dos importantes músicos de estudio, Colin Towns a los teclados en el tema Concierto para ellos y el saxofonista Mel Collins que participó en la canción Son como hormigas. Mel Collins también formó parte de la gira de presentación del disco. El disco alcanzó oficialmente la catalogación de disco de platino por la venta de más de 100.000 copias oficiales sólo en España, si bien en el mercado extraoficial pudo alcanzar más de dos millones de copias piratas vendidas,[cita requerida] pues se podía encontrar en la totalidad de bazares, gasolineras y mercadillos ambulantes de la España de la época. Igualmente, con el tiempo, las ediciones no oficiales también llegaron prácticamente a la totalidad de países sudamericanos,[cita requerida] de ahí que en numerosos medios de comunicación se haya hablado en repetidas ocasiones de más de dos millones de copias vendidas de este álbum.
Con esta producción, Barón Rojo lograría cierto reconocimiento internacional, gracias a su participación en el Festival de Reading así como las ediciones de sus discos en inglés en lugares alejados como Japón o los países nórdicos además de abrirles la puerta a ofrecer actuaciones en Hispanoamérica.
Esta internacionalización dio lugar a un mito muy difundido que pretendía que la banda hubiera alcanzado el primer puesto en listas de venta británicas con el sencillo "Stand Up" debido a un fotomontaje sobre las listas otorgadas por la revista británica Melody Maker por parte de su por entonces discográfica.

## Lista de canciones
| Lado A |                                |                                                           |          |  |
| N.º    | Título                         | Escritor(es)                                              | Duración |  |
| 1.     | «Incomunicación»               | Armando de Castro / Carlos de Castro                      | 3:40     |  |
| 2.     | «Los rockeros van al infierno» | José Luis Campuzano / Carolina Cortés                     | 4:21     |  |
| 3.     | «Dame la oportunidad»          | Carlos de Castro / Armando de Castro                      | 3:35     |  |
| 4.     | «Son como hormigas»            | José Luis Campuzano / Carolina Cortés / Armando de Castro | 4:10     |  |
| 5.     | «Las flores del mal»           | Carlos de Castro                                          | 4:54     |  |

| Lado B |                                   |                                                                              |          |  |
| N.º    | Título                            | Escritor(es)                                                                 | Duración |  |
| 6.     | «Resistiré»                       | José Luis Campuzano / Armando de Castro / Carlos de Castro / Carolina Cortés | 5:04     |  |
| 7.     | «Satánico plan (Volumen brutal)»  | Armando de Castro / Carlos de Castro / José Luis Campuzano                   | 4:12     |  |
| 8.     | «Concierto para ellos»            | José Luis Campuzano / Carolina Cortés / Armando de Castro                    | 4:43     |  |
| 9.     | «Hermano del Rock & Roll»         | Armando de Castro                                                            | 3:25     |  |
| 10.    | «El Barón vuela sobre Inglaterra» | Armando de Castro / Carlos de Castro / José Luis Campuzano / Hermes Calabria | 2:44     |  |

## Lista de canciones (versión en inglés)
| Lado A |                      |                                                           |          |  |
| N.º    | Título               | Escritor(es)                                              | Duración |  |
| 1.     | «Isolation Ward»     | Armando de Castro / Carlos de Castro                      | 3:39     |  |
| 2.     | «Rockers Go to Hell» | José Luis Campuzano / Carolina Cortés                     | 4:17     |  |
| 3.     | «Give Me the Chance» | Carlos de Castro / Armando de Castro                      | 3:35     |  |
| 4.     | «Termites»           | José Luis Campuzano / Carolina Cortés / Armando de Castro | 4:07     |  |
| 5.     | «Flowers of Evil»    | Carlos de Castro                                          | 4:53     |  |

| Lado B |                              |                                                                              |          |  |
| N.º    | Título                       | Escritor(es)                                                                 | Duración |  |
| 6.     | «Stand Up»                   | José Luis Campuzano / Armando de Castro / Carlos de Castro / Carolina Cortés | 5:03     |  |
| 7.     | «Someone's Loving You»       | Armando de Castro / Carlos de Castro / José Luis Campuzano                   | 4:12     |  |
| 8.     | «Concert for Them»           | José Luis Campuzano / Carolina Cortés / Armando de Castro                    | 4:42     |  |
| 9.     | «You're Telling Me»          | Armando de Castro                                                            | 3:24     |  |
| 10.    | «The Baron Fly over England» | Armando de Castro / Carlos de Castro / José Luis Campuzano / Hermes Calabria | 2:42     |  |

## Personal
- Armando de Castro: Guitarra solista y rítmica, coros, voz principal en Hermano del rock & roll.
- Carlos de Castro: Guitarra solista y rítmica, coros, voz principal en Incomunicación, Dame la oportunidad, Las flores del mal y Satánico plan (Volumen brutal).
- José Luis Campuzano: Bajo, coros, voz principal en Los rockeros van al infierno, Son como hormigas, Resistiré y Concierto para ellos.
- Hermes Calabria: Batería.
- Mel Collins: Saxofón en Son como hormigas.
- Colin Towns: Teclado en Concierto para ellos.